# Olympische Winterspiele 1984/Skilanglauf – 4 × 5 km (Frauen)
Die 4 × 5-km-Skilanglaufstaffel der Frauen bei den Olympischen Winterspielen 1984 in Sarajevo wurde am 15. Februar 1984 in Igman, Veliko Polje ausgetragen.
Olympiasieger wurde die norwegische Staffel in einer Zeit von 1:06:49,7 h. Silber sicherte sich die Staffel aus der Tschechoslowakei vor Finnland, dessen Staffel als Dritte Bronze gewann.

## Ergebnisse
| Platz | Land / Sportlerinnen                                                                 | Zeit                                                        | Defizit (min) |
| ----- | ------------------------------------------------------------------------------------ | ----------------------------------------------------------- | ------------- |
| 1     | Norwegen Inger Helene Nybråten Anne Jahren Brit Pettersen Berit Aunli                | 1:06:49,7 h 17:02,7 min 16:35,4 min 16:30,1 min 16:41,5 min |               |
| 2     | Tschechoslowakei Dagmar Švubová Blanka Paulů Gabriela Svobodová Květoslava Jeriová   | 1:07:34,7 h 17:37,9 min 16:58,0 min 16:46,2 min 16:12,6 min | +0:45,0       |
| 3     | Finnland Pirkko Määttä Eija Hyytiäinen Marjo Matikainen Marja-Liisa Hämäläinen       | 1:07:36,7 h 17:36,8 min 17:01,3 min 16:42,7 min 16:15,9 min | +0:47,0       |
| 4     | Sowjetunion Julija Schamschurina Ljubow Ljadowa Nadeschda Burlakowa Raissa Smetanina | 1:07:55,0 h 17:27,2 min 17:07,8 min 16:36,3 min 16:43,7 min | +1:05,3       |
| 5     | Schweden Karin Lamberg Kristina Hugosson Marie Risby Ann Rosendahl                   | 1:09:30,0 h 17:45,6 min 17:38,0 min 16:47,0 min 17:19,4 min | +2:40,3       |
| 6     | Schweiz Karin Thomas Monika Germann Christine Brügger Evi Kratzer                    | 1:09:40,3 h 17:38,9 min 17:45,2 min 17:28,7 min 16:47,5 min | +2:50,6       |
| 7     | Vereinigte Staaten Susan Long Judy Rabinowitz Patricia Ross Lynn Spencer-Galanes     | 1:10:48,4 h 18:09,9 min 17:13,2 min 17:28,5 min 17:56,8 min | +3:58,7       |
| 8     | DDR Petra Voge Petra Rohrmann Carola Anding Ute Noack                                | 1:11:10,7 h 18:57,5 min 17:44,4 min 17:44,6 min 16:44,2 min | +4:21,0       |
| 9     | Italien Klara Angerer Paola Pozzoni Manuela Di Centa Guidina Dal Sasso               | 1:11:12,3 h 18:12,9 min 18:12,2 min 17:25,4 min 17:21,8 min | +4:22,6       |
| 10    | Jugoslawien Jana Mlakar Andreja Smrekar Tatjana Smolnikar Metka Munih                | 1:13:45,1 h 18:17,5 min 18:04,3 min 18:52,0 min 18:31,3 min | +6:55,4       |
| 11    | Großbritannien Lauren Jeffrey Nicola Lavery Doris Trueman Ros Coats                  | 1:18:36,2 h 20:17,8 min 19:35,4 min 19:43,2 min 18:59,8 min | +11:46,5      |
| 12    | China Dou Aixia Tang Yuqin Chen Yufeng Song Shiji                                    | 1:21:19,6 h 20:24,8 min 20:33,9 min 20:21,9 min 19:59,0 min | +14:29,9      |